# 黛比·沃森
黛比·沃森（英語：Debbie Watson，1965年9月28日—），澳大利亚前女子水球运动员。她曾代表澳大利亚国家队参加2000年夏季奥林匹克运动会水球比赛，获得一枚金牌。